# George Howard (13. hrabia Carlisle)
George William Beaumont Howard (ur. 15 lutego 1949), brytyjski arystokrata, najstarszy syn Charlesa Howarda, 12. hrabiego Carlisle i Elii Beaumont, córki 2. wicehrabiego Allendale.
Wykształcenie odebrał w Eton College i w Balliol College na Uniwersytecie w Oksfordzie. Uczelnię wyższą ukończył z tytułem magistra sztuk pięknych. W 1987 r. osiągnął rangę majora 9/12 pułku królewskich lansjerów (9th/12th Royal Lancers). Próbował również swych sił w karierze politycznej, ale bezskutecznie. W 1987 r. startował z listy Partii Liberalnej w wyborach do Izby Gmin w okręgu Easingtonand. W 1989 r. startował w wyborach do Parlamentu Europejskiego z ramienia liberalnych demokratów w okręgu Northumbria. Po śmierci ojca w 1994 r. odziedziczył tytuł hrabiego Carlisle i zasiadł w Izbie Lordów, gdzie zasiadał do reformy Izby Lordów 1999 r.
Hrabia nie jest żonaty i nie posiada potomstwa. W razie jego bezpotomnej śmierci tytuł przypadnie jego bratu, Philipowi Howardowi.